# Billunger
Die Billunger waren ein sächsisches Adelsgeschlecht mit Herrschaftszentrum in Lüneburg, das von 936–1106 über fünf Generationen die Herzöge in Sachsen und 933–976 die Bischöfe von Verden stellte, ehe die Herzogslinie 1106 im Mannesstamm ausstarb. Der Name des Geschlechts ist nicht zeitgenössisch. Die moderne Geschichtswissenschaft leitet es von Billung ab, dem allerdings erst im 13. Jahrhundert in der Chronik des Michaelisklosters zu Lüneburg erwähnten, angeblichen Vater von Hermann Billung. Die ältere Forschung unterteilte noch in die älteren und jüngeren Billunger, wobei ein verwandtschaftlicher Zusammenhang zwischen den Angehörigen der beiden Gruppen nicht nachweisbar ist.

## Auftreten
Die älteren Billunger sollen bereits zur Zeit Karls des Großen aufgetreten sein. Erster namentlich bekannter Billunger soll ein Graf Wichmann (Wychmannus comes) gewesen sein, der 811 an den Verhandlungen mit den Abgesandten des dänischen Königs Hemming über die Eider als Nordgrenze des fränkischen Reiches beteiligt war. Weitere Träger des Namens Wichmann aus dem Geschlecht der Billunger sind Graf Wichmann II. von Hamaland, Gründer des Stiftes Elten, und Wichmann III. († 1016), der den Ränkespielen seines Verwandten Balderich von Drenthe zum Opfer fiel und in Vreden beigesetzt worden ist. Zur Familie gehört auch der „princeps“ Billung, der durch seine Tochter Oda († 913) der Schwiegervater des sächsischen Grafen Liudolf († 866) wurde.

## Herzogslinie
Sicher nachweisbar sind die Billunger erstmals im Jahre 936, als Otto I. Hermann Billung († 973) für einen Feldzug gegen die slawischen Redarier mit dem Amt des Heerführers (principes militiae) betraute. Dabei trat Hermann die Nachfolge Bernhards († 935) an, wohl eines Verwandten, denn Hermanns älterer Bruder Wichmann I. erhob ebenfalls Anspruch auf den Posten und verließ aus Protest gegen die Entscheidung des Königs das Heer. Gleichzeitig mit der Ernennung zum Heerführer übertrug Otto I. Hermann – wahrscheinlich – auch den Grenzschutz im nördlichen Sachsen. Als Markgraf belegt ist Hermann allerdings erst 953. In den königlichen Urkunden wird er als marchio oder comes tituliert. Auf welches Gebiet sich die Mark der Billunger erstreckte, geht aus den Quellen nicht hervor. Burgen oder auch nur Besitzungen der Billunger östlich der Elbe sind nicht belegt. Nach 953 vertrat Hermann mehrfach Otto I. in Sachsen (procuratio), übernahm also – vorübergehend (?) – herzogliche Funktionen, ab dieser Zeit wird er auch in den Quellen mehrfach dux genannt, ohne dass damit jedoch ein Bedeutungswandel verbunden gewesen sein muss.
Die Söhne Wichmanns I., Wichmann II. und Ekbert der Einäugige, begannen während des Konflikts König Ottos I. mit seinem Sohn Liudolf († 957) eine Fehde gegen ihren Onkel Hermann Billung, da er sie um ihr väterliches Erbe betrogen habe, und verbündeten sich in deren Verlauf mit den Abodriten.
Auf Hermann Billung folgte als Herzog sein Sohn Bernhard I., der durch Heirat mit Hildegard von Stade das Land Hadeln erwarb. Aus dieser Ehe stammt Herzog Bernhard II. († 1059). Sein Sohn, Herzog Ordulf, regierte bis 1072.
Der letzte männliche Billunger der Herzogslinie, Ordulfs Sohn aus der Ehe mit Wulfhild von Norwegen, einer Tochter des Königs Olav II. Haraldsson, Herzog Magnus (1072–1106), stand von 1073 bis 1075 in Opposition zu den Saliern, was den Rückgang des Einflusses der Familie zum Ende des 11. Jahrhunderts nach sich zog. Nach seinem Tod wurde der Besitz aufgeteilt: Das Herzogtum fiel an Lothar von Supplinburg (auch Süpplingenburg), den späteren Kaiser, die Familiengüter durch die Ehen der Töchter des Herzogs an die Askanier und Welfen, die dadurch ihre vorherrschende Stellung in Sachsen und Thüringen begründeten.
Machtbasis der Billunger waren der Eigenbesitz der Familie sowie die gräflichen Rechte an der Elbe, um Lüneburg und an der Oberweser.

## Forschung
Die wissenschaftliche Erforschung von Herrschaft und Herzogtum der Billunger begann 1813 mit Anton Christian Wedekinds „Hermann Herzog von Sachsen.“ 1863 folgte die grundlegende Dissertation Ernst Steindorffs mit dem Titel De ducatu, qui Billingorum dicitur, in Saxoniae origine et progressu. Die weiteren Untersuchungen von Gerd Tellenbach, Albert K. Hömberg und Karl Jordan führten zu allgemein akzeptierten Ergebnissen. Danach wandelte sich die Herrschaft der Billunger von der Vertretung des Königs gegenüber dem Stamm hin zur Vertretung des Stammes gegenüber dem König, ausgelöst durch wachsende Unterschiede zwischen den Zielen des sächsischen Adels und denen des Königtums. Anfang der 1950er Jahre folgten verschiedene Arbeiten zu Spezialthemen, die das Geschlecht der Billunger unter anderen Gesichtspunkten behandelten. Hans-Joachim Freytag beschäftigte sich mit den Problemen des billungischen Besitzes, mit ihren Lehen, Gütern und Ämtern jenseits der Herzogswürde. Ruth Bork untersuchte das Herzogsgeschlecht vor allem unter personengeschichtlichen Fragestellungen und stellte die Quellenbelege zu sämtlichen bekannten Mitgliedern der billungischen Sippe zusammen. Die Arbeit von Ingrid Pellens schließlich hatte die billungische Slawenpolitik zum Gegenstand. Gerd Althoff erweiterte dann 1984 mit einer Untersuchung zur Memorialüberlieferung der Billunger die Quellenbasis und gelangte zu dem Ergebnis, dass das Geschlecht der Billunger nach deren Wahrnehmung erst nach 936 entstand.